# Luc-Pierre Richard-Gardon
Luc-Pierre Richard-Gardon, né Luc-Pierre Riche le 7 avril 1811 à Lyonet mort le 3 août 1885 dans le 2e arrondissement de Paris, est un avocat et journaliste. Franc-maçon, il s'illustre par son opposition publique au Prince Murat alors grand maitre du Grand Orient de France durant le Second Empire.

## Biographie
Luc-Pierre Richard-Gardon se distingue par son opposition tenace à Lucien Murat, grand-maître du Grand Orient de France sous le Second Empire. Éditeur du journal La vie humaine en 1855 qui devient en 1860 L'histoire ancienne et moderne, et ensuite Le journal des initiés en 1861. Il est le créateur du « Temple des familles », un organisme paramaçonnique mixte. Déiste, il s'oppose à l'abandon des références à Dieu au sein du Grand Orient. Il ne semble plus avoir d'activité maçonnique à compter de 1872.